# With love baby
With love baby is een nummer van Witloof Bay. Het is tevens het nummer dat voor België deelnam aan het Eurovisiesongfestival 2011. Het lied werd gekozen tijdens de nationale finale op 12 februari 2011: Eurovision 2011: qui? A vous de choisir!. 
 Op het festival werd het lied vertolkt in de tweede halve finale, op donderdag 12 mei. Het haalde de finale niet.

## Resultaat halve finale
| Plaats | Land      | Artiest      | Lied           | Punten |
| ------ | --------- | ------------ | -------------- | ------ |
| 10     | Moldavië  | Zdob și Zdub | So Lucky       | 54     |
| 11     | België    | Witloof Bay  | With love baby | 53     |
| 12     | Bulgarije | Poli Genova  | Na Inat        | 48     |